# Finska mästerskapet i bandy 1982/1983
Finska mästerskapet i bandy 1982/1983 spelades som dubbelserie följd av slutspel. OLS vann mästerskapet.

## Mästerskapsserien

### Slutställning
| Lag                   | Spelade | Vinster | Oavgjorda | Förluster | Målskillnad | Poäng |
| --------------------- | ------- | ------- | --------- | --------- | ----------- | ----- |
| OLS                   | 18      | 16      | 0         | 2         | 144–42      | 32    |
| Borgå Akilles         | 18      | 14      | 1         | 3         | 95–47       | 29    |
| IFK Helsingfors       | 18      | 13      | 0         | 5         | 106–62      | 26    |
| Veitsiluodon Vastus   | 18      | 11      | 1         | 6         | 79–66       | 23    |
| OPS                   | 18      | 10      | 1         | 7         | 64–59       | 21    |
| Warkauden Pallo -35   | 18      | 6       | 2         | 10        | 60–87       | 14    |
| Mikkelin Kampparit    | 18      | 7       | 0         | 11        | 54–90       | 14    |
| Botnia-69             | 18      | 5       | 1         | 12        | 61–93       | 11    |
| Lappeenrannan Veiterä | 18      | 4       | 0         | 14        | 71–112      | 8     |
| Keminmaan Pallo       | 18      | 1       | 0         | 17        | 53–129      | 2     |

KemPa åkte ur serien direkt. Veiterä kvar efter kvalspel. Nykomling blev Jyväskylän Seudun Palloseura.

### Grundseriens skytteliga
| Placering | Spelare           | Lag     | Mål |
| --------- | ----------------- | ------- | --- |
| 1.        | Matti Alatalo     | OLS     | 41  |
| 2.        | Veikko Niemikorpi | HIFK    | 40  |
| 3.        | Pekka Vartiainen  | Akilles | 37  |
| 4.        | Mauri Kallio      | Vastus  | 22  |
| 4.        | Seppo Laakkonen   | WP-35   | 22  |
| 6.        | Sakari Puotiniemi | OPS     | 21  |
| 7.        | Martti Karvo      | Vastus  | 19  |
| 8.        | Juha Mänttäri     | Veiterä | 18  |
| 9.        | Ilkka Alatalo     | OLS     | 16  |
| 9.        | Kauko Rautiainen  | HIFK    | 16  |

## Semifinaler
Semifinalerna avgjordes i dubbelmöten, och det sämst placerade laget fick spela första matchen på hemmaplan. 
| Lag 1               | Resultat | Lag 2         | Match 1   | Match 2    |
| ------------------- | -------- | ------------- | --------- | ---------- |
| Veitsiluodon Vastus | 2–14     | OLS           | 2–4 (1–1) | 0–10 (0–3) |
| IFK Helsingfors     | 9–7      | Borgå Akilles | 3–3 (3–2) | 6–4 (3–3)  |

## Match om tredje pris
| Lag 1         | Resultat  | Lag 2               |
| ------------- | --------- | ------------------- |
| Borgå Akilles | 3–2 (1–2) | Veitsiluodon Vastus |

## Finaler
Finaler spelades i bäst av tre.
| Lag 1           | Resultat | Lag 2 | Match 1   | Match 2   | Match 3   |
| --------------- | -------- | ----- | --------- | --------- | --------- |
| IFK Helsingfors | 1–2      | OLS   | 4–1 (3–1) | 3–7 (1–3) | 3–6 (1–3) |

## Slutställning
| Placering | Lag                 |
| --------- | ------------------- |
| 1.        | OLS                 |
| 2.        | IFK Helsingfors     |
| 3.        | Borgå Akilles       |
| 4.        | Veitsiluodon Vastus |

## Finska mästarna
OLS: Jukka Palinsaari, Jouni Taskila, Kalevi Immonen, Tuomo Lämsä, Jari Löthman, Juha Niemikorpi, Ilkka Alatalo, Timo Okkonen, Jukka Ohtonen, Matti Alatalo, Kari Moilanen, Ari Kuokkanen, Risto Kontturi, Eero Hamari, Asko Eskola, Jari Surakka. Tränare Reijo Karppinen.